# 첨단관측카메라

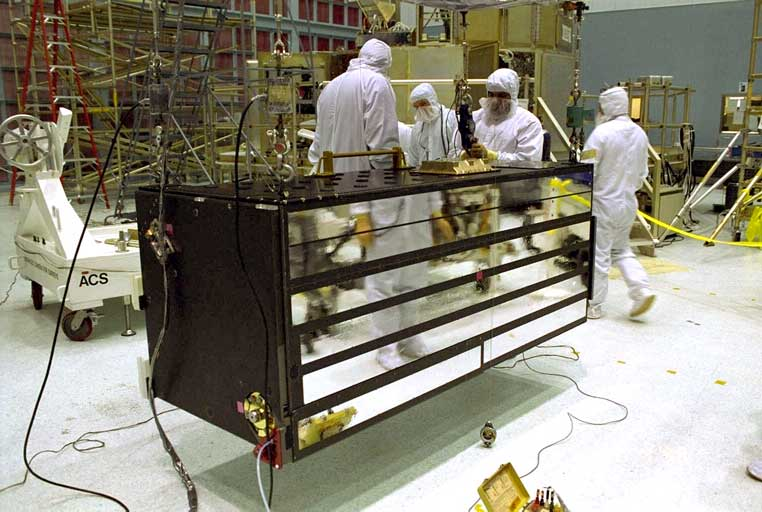

첨단관측카메라(Advanced Camera for Surveys, ACS)는 허블 우주 망원경에 탑재된 3세대 관측기구다.
초기 디자인과 과학적인 기능은 존스 홉킨스 대학에 기반을 둔 팀에 의해 설정되었다.
미광 천체 카메라를 대체했다.

## 같이 보기
- 미광 천체 카메라
- WFPC2